# Snow-board la Jocurile Olimpice de iarnă din 2018 - Big air (feminin)
Proba de snow-board, big air feminin de la Jocurile Olimpice de iarnă din 2018 de la Pyeongchang, Coreea de Sud a avut loc pe 19 și 23 februarie 2018 la Alpensia Ski Jumping Centre.

## Program
Orele sunt orele Coreei de Sud (ora României + 7 ore).
| Dată         | Ora        | Rundă      |
| ------------ | ---------- | ---------- |
| 19 februarie | 9:30-12:25 | Calificări |
| 23 februarie | 9:30-11:15 | Finală     |

## Rezultate calificări
C — Calificată în finală
Primele 12 sportive s-au calificat în finală.
| Loc | Ordinea | Nume                 | Țară                         | Cursa 1 | Cursa 2 | Cel mai bun rezultat | Note |
| --- | ------- | -------------------- | ---------------------------- | ------- | ------- | -------------------- | ---- |
| 1   | 14      | Anna Gasser          | Austria                      | 88,25   | 98,00   | 98,00                | C    |
| 2   | 12      | Yuka Fujimori        | Japonia                      | 82,00   | 94,25   | 94,25                | C    |
| 3   | 11      | Reira Iwabuchi       | Japonia                      | 80,00   | 92,75   | 92,75                | C    |
| 4   | 16      | Laurie Blouin        | Canada                       | 90,25   | 92,25   | 92,25                | C    |
| 5   | 7       | Zoi Sadowski-Synnott | Noua Zeelandă                | 72,75   | 92,00   | 92,00                | C    |
| 6   | 9       | Jamie Anderson       | Statele Unite ale Americii   | 30,25   | 90,00   | 90,00                | C    |
| 7   | 15      | Miyabi Onitsuka      | Japonia                      | 81,75   | 86,50   | 86,50                | C    |
| 8   | 5       | Sina Candrian        | Elveția                      | 31,75   | 86,00   | 86,00                | C    |
| 9   | 6       | Julia Marino         | Statele Unite ale Americii   | 83,75   | 85,25   | 85,25                | C    |
| 10  | 13      | Silje Norendal       | Norvegia                     | 76,00   | 77,50   | 77,50                | C    |
| 11  | 4       | Spencer O'Brien      | Canada                       | 69,50   | 76,75   | 76,75                | C    |
| 12  | 17      | Jessika Jenson       | Statele Unite ale Americii   | 76,25   | 39,75   | 76,25                | C    |
| 13  | 24      | Jessica Rich         | Australia                    | 73,50   | 74,25   | 74,25                |      |
| 14  | 3       | Hailey Langland      | Statele Unite ale Americii   | 73,00   | 29,00   | 73,00                |      |
| 15  | 19      | Carla Somaini        | Elveția                      | 70,75   | 24,75   | 70,75                |      |
| 16  | 10      | Enni Rukajärvi       | Finlanda                     | 68,75   | 49,75   | 68,75                |      |
| 17  | 8       | Brooke Voigt         | Canada                       | 67,75   | 32,00   | 67,75                |      |
| 18  | 26      | Elena Könz           | Elveția                      | 62,00   | 65,75   | 65,75                |      |
| 19  | 22      | Šárka Pančochová     | Cehia                        | 65,50   | 30,00   | 65,50                |      |
| 20  | 1       | Cheryl Maas          | Olanda                       | 65,00   | 44,75   | 65,00                |      |
| 21  | 18      | Sofya Fyodorova      | Sportivii Olimpici ai Rusiei | 64,00   | 23,25   | 64,00                |      |
| 22  | 23      | Isabel Derungs       | Elveția                      | 54,00   | 59,25   | 59,25                |      |
| 23  | 21      | Klaudia Medlová      | Slovacia                     | 30,75   | 50,50   | 50,50                |      |
| 24  | 25      | Asami Hirono         | Japonia                      | 27,50   | 37,75   | 37,75                |      |
| 25  | 2       | Aimee Fuller         | Marea Britanie               | 25,00   | 14,25   | 25,00                |      |
| 26  | 20      | Kateřina Vojáčková   | Cehia                        | 19,00   | 10,50   | 19,00                |      |

## Rezultate finală
Finala a avut loc pe 22 februarie 2018.
DNS — Nu a luat startul
SNP — Săritura nu a fost punctată
| Loc | Ordinea de start | Numărul de concurs | Nume                 | Țară                       | Cursa 1 | Cursa 2 | Cursa 3 | Total  | Note |
| --- | ---------------- | ------------------ | -------------------- | -------------------------- | ------- | ------- | ------- | ------ | ---- |
| 1   | 12               | 1                  | Anna Gasser          | Austria                    | SNP     | 89,00   | 96,00   | 185,00 |      |
| 2   | 7                | 2                  | Jamie Anderson       | Statele Unite ale Americii | 90,00   | 87,25   | SNP     | 177,25 |      |
| 3   | 8                | 8                  | Zoi Sadowski-Synnott | Noua Zeelandă              | 65,50   | 92,00   | SNP     | 157,50 |      |
| 4   | 10               | 13                 | Reira Iwabuchi       | Japonia                    | 79,75   | 67,75   | SNP     | 147,50 |      |
| 5   | 5                | 9                  | Sina Candrian        | Elveția                    | SNP     | 76,25   | 64,00   | 140,25 |      |
| 6   | 3                | 5                  | Silje Norendal       | Norvegia                   | 70,50   | 61,00   | SNP     | 131,50 |      |
| 7   | 11               | 12                 | Yuka Fujimori        | Japonia                    | 82,25   | 40,50   | SNP     | 122,75 |      |
| 8   | 6                | 7                  | Miyabi Onitsuka      | Japonia                    | 78,75   | SNP     | 40,25   | 119,00 |      |
| 9   | 2                | 6                  | Spencer O'Brien      | Canada                     | 51,25   | SNP     | 62,00   | 113,25 |      |
| 10  | 4                | 4                  | Julia Marino         | Statele Unite ale Americii | SNP     | 74,50   | 18,75   | 93,25  |      |
| 11  | 1                | 20                 | Jessika Jenson       | Statele Unite ale Americii | SNP     | 21,50   | 19,00   | 40,50  |      |
| 12  | 9                | 10                 | Laurie Blouin        | Canada                     | SNP     | 39,25   | DNS     | 39,25  |      |